# San Justo de la Vega
San Justo de la Vega település Spanyolországban, León tartományban. Lakosainak száma 1775 fő (2024).

## Földrajza
San Justo de la Vega Astorga, Villaobispo de Otero, Benavides, Villares de Órbigo, Villarejo de Órbigo, Valderrey és Santiago Millas községekkel határos.

## Népesség
A település lakosságának változását az alábbi diagram mutatja:
| Lakosok száma | 2253 | 2112 | 2058 | 2079 | 1997 | 1986 | 1912 | 1843 | 1765 | 1775 |
|               | 2001 | 2004 | 2007 | 2009 | 2012 | 2014 | 2017 | 2019 | 2022 | 2024 |